# Arturo Grávalos
Arturo Grávalos López (Cervera del Río Alhama, 2 maart 1998 – 19 mei 2023) was een Spaans wielrenner.

## Carrière
In 2019 werd Grávalos, achter Carmelo Urbano, tweede op het nationale kampioenschap op de weg bij de beloften. In 2020 nam hij, tijdens een stageperiode bij Kometa Xstra, deel aan de Ronde van Hongarije en de Prueba Villafranca de Ordizia. Een paar maanden later, in 2022, werd hij prof bij dezelfde ploeg waar hij al stageliep. Zijn officiële debuut voor de ploeg maakte hij in de Strade Bianche, waar hij buiten de tijdslimiet finishte.
Hij overleed in mei 2023 aan de gevolgen van een hersentumor. Hij onderging hiervoor sinds november 2021 diverse operaties.

## Ploegen
- 2020 –  Kometa Xstra Cycling Team (stagiair vanaf 1 augustus)
- 2021 –  EOLO-Kometa
- 2022 –  EOLO-Kometa

Albanese · Archibald · Bais · Belletti · Christian · Dina · Fancellu · Fetter · Fortunato · Frapporti · García · Gavazzi · Grávalos · Pacioni · Ravasi · Rivi · Ropero · Sevilla · Viegas · Wackermann · Hernaiz (stagiair) · Martin (stagiair) · Piganzoli (stagiair)
Albanese · Bais · Bevilacqua · Christian · Dina · Fancellu · Fedeli (vanaf 20/6) · Fetter · Fortunato · García · Gavazzi · Grávalos · Lonardi · Maestri · Á. Martín · D. Martín · Ravasi · Rivi · Ropero · Rosa · Sevilla · Viegas · Montoli (stagiair) · Muñoz (stagiair) · Pietrobon (stagiair)